# Oosterboschiet
Het mineraal oosterboschiet is een palladium-koper-selenide met de chemische formule (Pd,Cu)7Se5.

## Eigenschappen
Het zwarte oosterboschiet heeft een metaalglans en een zwarte streepkleur. Het kristalstelsel is orthorombisch. Oosterboschiet komt voor als kleine aggregaten of als anhedrische korrels. Kristallen hebben een grootte in de orde van enkele honderden micrometer. De gemiddelde dichtheid is 8,48 en de hardheid is 5.

## Naam
Oosterboschiet is genoemd naar de Belgische mijnbouwkundige Robert Oosterbosch (1908-1992). In zijn beroepsleven was Oosterbosch actief binnen de Union Minière du Haut-Katanga (UMHK)(in Congo-Kinshasa), waar hij opklom van exploratiegeoloog tot hoofd van het geologische labo binnen de UMHK. Oosterbosch was betrokken bij zowel de exploratie als exploitatie van veel ertslichamen in Haut-Katanga.

## Voorkomen
Oosterboschiet is een zeldzaam ertsmineraal met de Musonoimijn in Kolwezi, Katanga, Congo-Kinshasa als typelocatie. Tot op heden zijn buiten Congo slechts twee locaties bekend waar oosterboschiet gevonden is: de New Ramblermijn in Wyoming, VS en de Copper Hills in Pilbara, Australië.
Oosterboschiet vormt zich in oxidatiezones van ertslichamen, waar het aangetroffen kan worden in associatie met onder andere covellien, digeniet, goud, chrisstanleyiet, trogtaliet en verbeekiet.